# Årets Stockholmsbyggnad
Årets Stockholmsbyggnad är en arkitekturtävling grundad 2010 av Stockholms stad. En jury utsedd av Stockholms stad väljer ut ett antal nomineringar från allmänheten bland föregående års nybyggnader och nya parkanläggningar i staden. Förutom skönhet tittar juryn på miljömässighet, innovation, funktion och betydelse för staden. Därefter koras vinnaren i en omröstning där allmänheten kan rösta på de utvalda finalisterna.
Den senast belönade byggnaden var flerbostadshuset Kajplats 6, som utsågs till Årets Stockholmsbyggnad 2022.

## Priset
Priset är en plakett i brons som visar tornspiran av Stockholms stadshus. Plaketten har formgivits av förre stadsarkitekten Per Kallstenius och sätts upp på det vinnande husets fasad. Dessutom delas ett diplom ut till arkitekten och byggherren.

## Historia

### Årets Stockholmsbyggnad 2010
Den första tävlingen hölls 2010, för byggnader uppförda 2009. Juryn utsågs av Stockholms stadsbyggnadskontor och bestod av bland andra tävlingens initiativtagare Kristina Alvendal  och Per Kallstenius, Alexandra Pascalidou samt Magnus Uggla. Allmänheten kunde rösta på sin favoritbyggnad bland tio finalister och 1 324 röster avlades. Vinnaren, Ericsson Kista, fick 202 röster (mot 193 för tvåan Kungsbrohuset) och korades vid en prisceremoni i Stockholms stadshus onsdag den 23 juni. 
Juryns motivering var:
| ” | Årets Stockholmsbyggnad 2010 är Ericssons nya kontorshus i Kista där en ”spricka” i fasaden ger spänning åt hela volymen och utgör öppningen in till en ljusgård med helt unika skulpturala kvalitéer. | „ |

Placering i finalen
| Bild | Plac. | Namn                     | Typ        | Adress                                 | Byggherre              | Arkitekt                    |
| ---- | ----- | ------------------------ | ---------- | -------------------------------------- | ---------------------- | --------------------------- |
|      | 1     | Ericsson Kista           | Kontorshus | Isafjordsgatan 14E, Kista              | Vasakronan             | Wingårdh Arkitektkontor     |
|      | 2     | Kungsbrohuset            | Kontorshus | Kungsbron, Norrmalm                    | Jernhusen              | Strategisk Arkitektur       |
|      | 3     | Flat Iron Building       | Kontorshus | Torsgatan/Norra Bantorget, Västra city | Skanska                | Rosenbergs Arkitekter       |
|      | 4     | Kvarteret Skärgårdsbåten | Bostadshus | Fendergatan 2-4, Hammarby Sjöstad      | Wallenstam fastigheter | Frenning Sjögren            |
|      | 5     | Brommahöjden             | Bostadshus | Kapplandsvägen 6, Brommaplan           | NCC                    | Johanson Linnman arkitekter |

| Lokalisering av de fem bäst placerade tävlingsbidragen 2010                                                                                 |
| --- |
| · Ericsson Kista Kungsbrohuset Flat Iron Building Kvarteret Skärgårdsbåten Brommahöjden Lokalisering av de fem bäst placerade bidragen 2010 |

Övriga fem nominerade år 2010:
- Courtyard Stockholm
- Rådhuset
- Kvarteret Sparsamheten
- Restaurang Kajkrogen 1
- Stora Katrineberg 19

### Årets Stockholmsbyggnad 2011
I maj 2011 presenterades de fem finalisterna. I juryn fanns representanter från stadsbyggnadsnämnden, stadsbyggnadskontoret, Stockholms skönhetsråd, arkitekter och en fotograf vid Dagens Nyheter representerade. Totalt inkom 678 röster. Vinnaren, Barnmorskan 2, fick 214 röster (mot 143 för tvåan Förskolan Paletten).
Juryns motivering var:
| ” | Barnmorskan visar hur ett mindre bostadskvarter kan tillföra gaturummet kvaliteter från helhet till detalj. Projektet klarar att samtidigt av att balansera arkitektonisk kvalitet i det allmänna och privata med medvetenhet och attityd. Ett gott exempel inför den framtida utbyggnaden av bostäder i och kring Stockholm. | „ |

Placering i finalen
| Bild | Plac. | Namn               | Typ        | Adress                                    | Byggherre                                          | Arkitekt                           |
| ---- | ----- | ------------------ | ---------- | ----------------------------------------- | -------------------------------------------------- | ---------------------------------- |
|      | 1     | Barnmorskan 2      | Bostadshus | Åstorpsringen, Enskededalen               | Åke Sundvall Byggnads AB Arkitektmagasinet Bygg AB | Arkitektmagasinet                  |
|      | 2     | Förskolan Paletten | Förskola   | Huvudfabriksgatan 18-20, Midsommarkransen | Vasakronan                                         | Tham & Videgård Arkitekter         |
|      | 3     | Gångaren 11        | Kontorshus | Lindhagensgatan 86-88, Stadshagen         | Skanska                                            | Brunnberg & Forshed arkitektkontor |
|      | 4     | Pennfäktaren 11    | Kontorshus | Vasagatan 7, Norrmalm                     | Vasakronan                                         | Reflex Arkitekter                  |
|      | 5     | One Tonne Life     | Bostadshus | Älghagsstigen 24, Hässelby villastad      | A-hus                                              | Wingårdh arkitektkontor            |

| Lokalisering av de fem tävlingsbidragen 2011                                                                                      |
| --- |
| · Barnmorskan 2 Förskolan Paletten Gångaren 11 (Skandiahuset) Pennfäktaren 11 One Tonne Life Lokalisering av de fem bidragen 2011 |

### Årets Stockholmsbyggnad 2012
I mars 2012 presenterades de 10 nominerade. I juryn fanns representanter från stadsbyggnadsnämnden, stadsbyggnadskontoret, Skönhetsrådet, arkitekter och DN-fotografen Lars Epstein representerade. Totalt inkom 5 708 röster. Vinnaren, Kvarteret Mursmäckan, fick 1 542 röster (mot 830 för tvåan Victoria Tower).
Juryns motivering var:
| ” | Eleganta stadsradhus som är genomarbetade i sina detaljer och har färger utöver det vanliga – nästan som en skål med karameller. Lockar till efterföljd! | „ |

Placering i finalen
| Bild | Plac. | Namn                          | Typ             | Adress                        | Byggherre             | Arkitekt                          |
| ---- | ----- | ----------------------------- | --------------- | ----------------------------- | --------------------- | --------------------------------- |
|      | 1     | Kvarteret Mursmäckan          | Radhus          | Sophie Sagers gata, Kärrtorp  | Småa                  | A1 arkitekter                     |
|      | 2     | Lindarände 2 (Victoria Tower) | Hotell          | Kistagången 1, Kista          | Arthur Buchardt       | Wingårdh arkitektkontor           |
|      | 3     | Klockan 1                     | Hotell          | Kungsgatan 70-74, Norrmalm    | KLP Fastigheter       | Rolf Design & Arkitektur AB       |
|      | 4     | Brunnsläkaren 1               | Kultur/Bostäder | Eastmansvägen 10-12, Vasastan | Folkhem Produktion AB | Wingårdh arkitektkontor           |
|      | 5     | Kvarnstocken 2                | Skola           | Rinkebystråket 43, Rinkeby    | SISAB                 | Aperto arkitekterbyggkonsulter AB |

| Lokalisering av de fem bäst placerade tävlingsbidragen 2012                                                                                         |
| --- |
| · Kvarteret Mursmäckan · Lindarände 2 (Victoria Tower) Klockan 1 Brunnsläkaren 1 Kvarnstocken 2 Lokalisering av de fem bäst placerade bidragen 2012 |

Övriga fem nominerade år 2012:
- Baltic 23
- Kungsholmsporten
- Lusten 1
- Tegeludden 11
- Årsta kyrka

### Årets Stockholmsbyggnad 2013
I mars 2013 presenterades de tio nominerade byggnaderna. I juryn satt, liksom tidigare, representanter från stadsbyggnadsnämnden, stadsbyggnadskontoret och Skönhetsrådet, samt arkitekter och DN-fotografen Lars Epstein. 
Denna gång fanns inga skyskrapor bland de tävlande förslagen, däremot några nyskapande inomhus- och utomhusmiljöer samt renoveringar. Bredden i startfältet skulle inspirera till en vidare diskussion kring arkitektur, funktion och kvalitet.
Totalt inkom 6 362 röster. Vinnaren, Brf Kobran, fick 3 664 röster (mot 591 för tvåan Hornsbergs strandpark).
Juryns motivering var:
| ” | Ett vågat hus som med välskräddad elegans och enkelhet erbjuder små lägenheter med stora gemensamma kvaliteter i en grön takterrass. Den svarta fasaden är här sällsynt lyckad och lockar med ett svagt silverstrecksglimmer fram djupverkan i den äldre tegelbyggnaden mitt emot | „ |

Placering i finalen
| Bild | Plac. | Namn                  | Typ      | Adress                                  | Byggherre                | Arkitekt                |
| ---- | ----- | --------------------- | -------- | --------------------------------------- | ------------------------ | ----------------------- |
|      | 1     | Brf Kobran            | Bostäder | Flygelgatan 4, Västberga                | Lean Equity              | Wingårdh arkitektkontor |
|      | 2     | Hornsbergs strandpark | Park     | Hornsbergs strand, Stadshagen           | Stockholms stad          | Nyréns arkitektkontor   |
|      | 3     | De gamlas vänner      | Bostäder | Gamla Tyresövägen 351 A-D, Enskededalen | Reinhold Gustafsson/PEAB | Joliark                 |
|      | 4     | Förskolan Sjötorget   | Förskola | Marieviksgatan 47, Liljeholmen          | JM                       | Rotstein Arkitekter     |
|      | 5     | Lill-Skansen          | Djurpark | Skansen, Djurgården                     | Stiftelsen Skansen       | Landström Arkitekter    |

| Lokalisering av tävlingsbidragen 2013 |
| --- |
| · De gamlas vänner Förskolan Sjötorget Hornsbergs strandpark Hus 20 och 21,Kista Brf Kobran Lill-Skansen Mood Gallerian Randers Kista Stadsmissionens skola, Liljeholmen Mattisborgen Lokalisering av finalisterna 2013 |

Övriga fem nominerade år 2013:
- Isafjord 1
- MOOD Stockholm
- Kvarteret Randers
- Stadsmissionens Skola
- Mattisborgen

### Årets Stockholmsbyggnad 2014

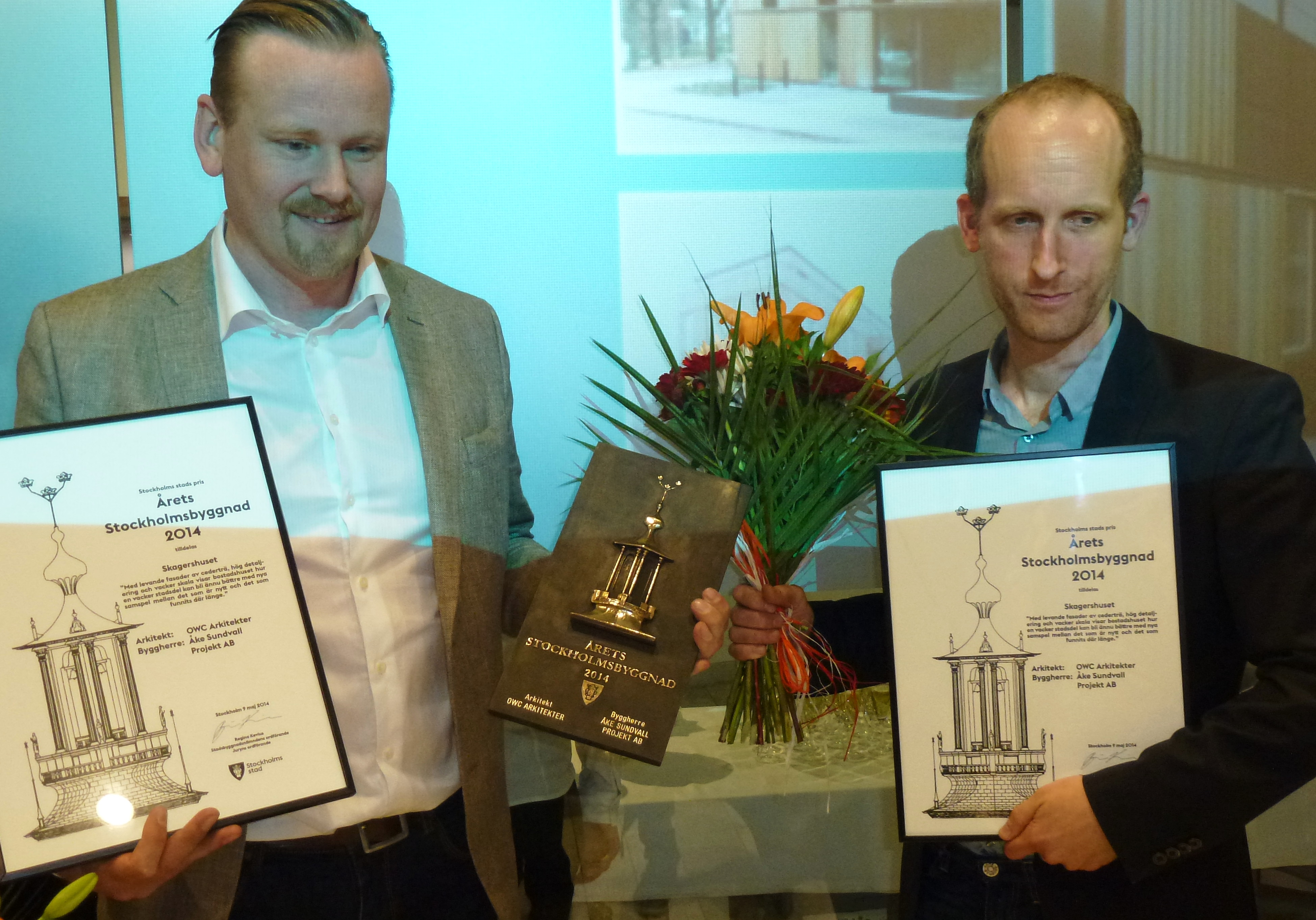
Johan Lins, Åke Sundvall Projekt AB (t.v.) och Björn Ahrenby, OWC Arkitekter.

I april 2014 presenterades de 10 nominerade byggnaderna. Juryn bestod av 8 ledamöter, bland dem stadsbyggnadsborgarrådet Regina Kevius, stadsarkitekt i Stockholm Karolina Keyzer, ordföranden i stadens skönhetsråd arkitekt Anders Bodin och journalisten Lars Epstein.
Totalt inkom 3433 röster i den publika omröstningen. På första plats kom Skagershuset på Skagersvägen 22-26 i Årsta (byggherre: Åke Sundvall Projekt, arkitekt QWC Arkitekter) som fick 590 röster och utsågs till Årets Stockholmsbyggnad 2014. Juryns motivering var:
| ” | Med levande fasader av cederträ, hög detaljering och vacker skala visar bostadshuset hur en vacker stadsdel kan bli ännu bättre med nya samspel mellan det som är nytt och det som funnits där länge. | „ |

På andra plats kom terminalerna vid Strömkajen (509 röster) och på tredje plats Oaxen krog (437 röster). Prisutdelningen företogs av Regina Kevius och ägde rum i Kulturhuset.
Placering i finalen
| Bild | Plac. | Namn                      | Typ                | Adress                                           | Byggherre                                      | Arkitekt                             |
| ---- | ----- | ------------------------- | ------------------ | ------------------------------------------------ | ---------------------------------------------- | ------------------------------------ |
|      | 1     | Skagershuset              | Bostäder           | Skagersvägen 22-26, Årsta                        | Åke Sundvall Projekt AB                        | OWC Arkitekter                       |
|      | 2     | Terminaler vid Strömkajen | Biljettpaviljonger | Södra Blasieholmshamnen                          | Stockholms hamnar                              | Marge Arkitekter                     |
|      | 3     | Oaxen krog                | Restaurang         | Beckholmsvägen 26.                               | Kungliga Djurgårdsförvaltningen och Oaxen Krog | Mats Fahlander och Agneta Pettersson |
|      | 4     | Tele2 Arena               | Arena              | Globenområdet.                                   | Stockholm Globe Arena Fastigheter              | White arkitekter                     |
|      | 5     | Främlingsvägen            | Bostäder           | Främlingsvägen 19 A-C, 22 A-B, Midsommarkransen. | Stockholmshem                                  | Brunnberg & Forshed arkitektkontor   |

| Lokalisering av tävlingsbidragen 2014 |
| --- |
| · Främlingsvägen Oaxen krog Terminaler vid Strömkajen Nya krematoriet Skagershuset Tele2 Arena Brovaktarparken Paviljonger, Strömparterren Hornhuset Lugnets skola Lokalisering av finalisterna 2014 |

Övriga fem nominerade år 2014:
- Hornhuset
- Lugnets skola
- Paviljonger, Strömparterren
- Nya Krematoriet
- Brovaktarparken

### Årets Stockholmsbyggnad 2015

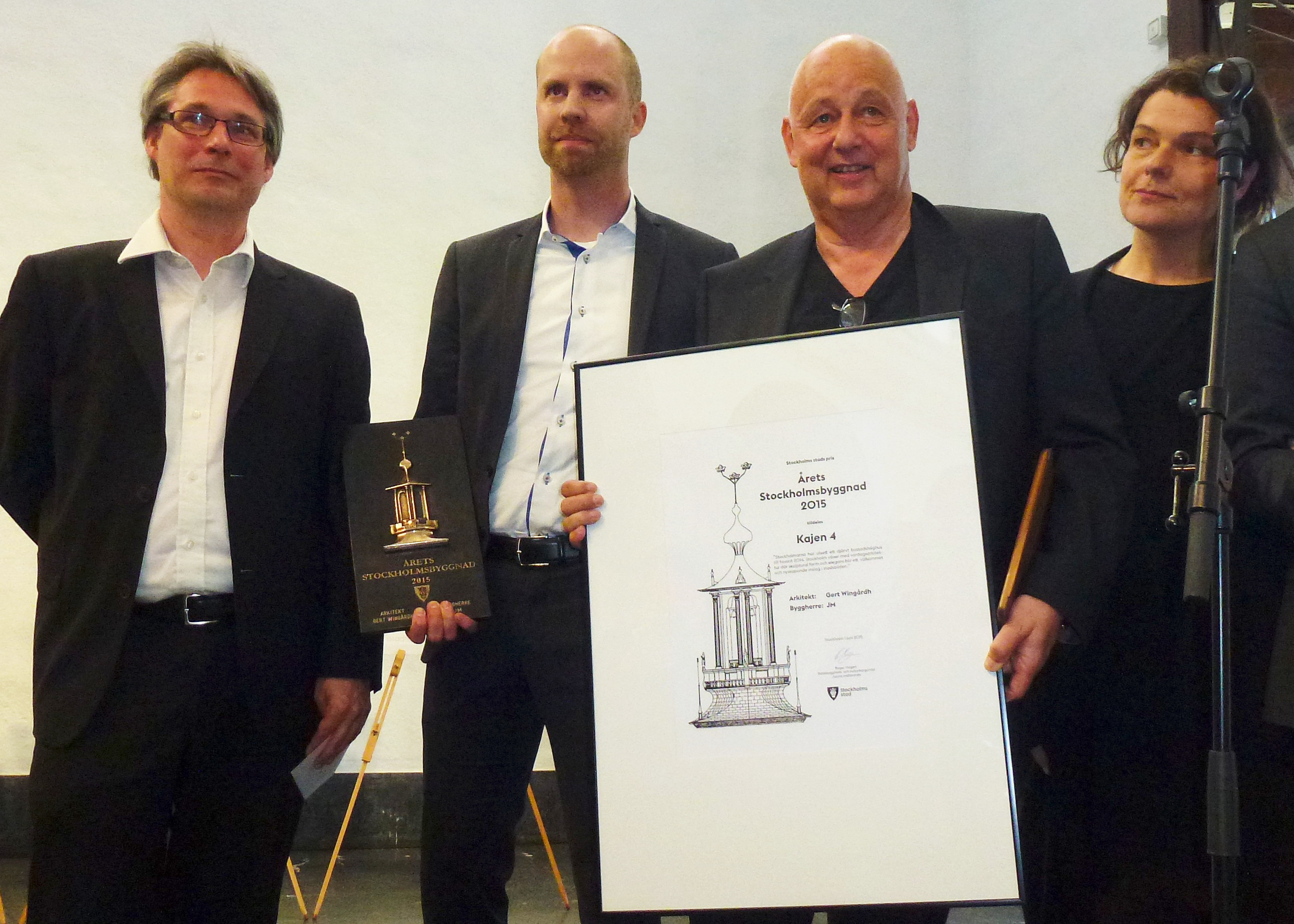
Från vänster: Roger Mogert (stadsbyggnads- och kulturborgarråd), Pär Vennerström (JM), Gert Wingårdh (vinnande arkitekt), Karolina Keyzer (Stockholms stadsarkitekt).

I april 2015 presenterades de tio nominerade byggnaderna. Juryn som tog ut de nominerade byggnaderna bestod av åtta ledamöter, bland dem stadsbyggnadsborgarrådet Roger Mogert, stadsarkitekten Karolina Keyzer, sekreteraren i skönhetsrådet Henrik Nerlund och inredningsarkitekten Carouschka Streijffert.
1 juni 2015 utsågs vinnaren. Totalt inkom 4 297 röster i den publika omröstningen. På första plats kom Kajen 4 med 772 röster. Bostadshuset är beläget på  Liljeholmskajen och ritat av Gert Wingårdh. Priset utdelades av stadsbyggnads- och kulturborgarrådet Roger Mogert. Juryns motivering var:
| ” | Stockholmarna har utsett ett djärvt bostadshöghus till favorit 2014. Stockholm växer med vardagsarkitektur där skulptural form och elegans blir ett välkommet och nyskapande inslag i stadsbilden. | „ |

På andra plats kom Anders Franzéns park (711 röster), på tredje plats Stora Bryggeriet (679 röster), på fjärde plats hamnade Ture No 8 (508 röster) och på femte plats Centralstationen (395 röster).
Placering i finalen
| Bild | Plac. | Namn                         | Typ                    | Adress                                                     | Byggherre       | Arkitekt                                                              |
| ---- | ----- | ---------------------------- | ---------------------- | ---------------------------------------------------------- | --------------- | --------------------------------------------------------------------- |
|      | 1     | Kajen 4                      | Bostadshus             | Liljeholmskajen, vid korsningen Sjöviksvägen/Sjöviksbacken | JM              | Wingårdh arkitekter: Gert Wingårdh                                    |
|      | 2     | Anders Franzéns park         | Stadspark/Lekpark      | Henriksdalshamnen                                          | Stockholms stad | AJ landskapsarkitekter: Anders Jönsson Lekparken: konstnären Tor Svae |
|      | 3     | Stora Bryggeriet (ombyggnad) | Kontorshus             | Lars Forsells gata/Elersvägen i Hornsberg                  | Octapharma      | Joliark arkitekter: Hans Linnman och Cornelia Thelander               |
|      | 4     | Ture No 8 / Riddaren 24      | Bostads- och affärshus | Grev Turegatan 8                                           | Wallenstam      | Vera Arkitekter: Tobias Nissen                                        |
|      | 5     | Centralstationen (ombyggnad) | Järnvägsstation        | Vasagatan                                                  | Jernhusen       | Tengbom arkitekter                                                    |

| Lokalisering av nominerade byggnader 2015 |
| --- |
| · Kransbindarvägens radhus Halmstadsvägens radhus Ture No 8 Kajen 4 Anders Franzéns park Stora Bryggeriet Fortums teknikhus Centralstationen Kungsterrassen Norra länken Lokalisering av finalisterna 2015 |

Övriga fem nominerade år 2015:
- Kungsterrassen (plats 6)
- Kransbindarvägens radhus (plats 7)
- Norra länken (plats 8)
- Halmstadsvägens radhus (plats 9)
- Fortums teknikhus (plats 10)

### Årets Stockholmsbyggnad 2016

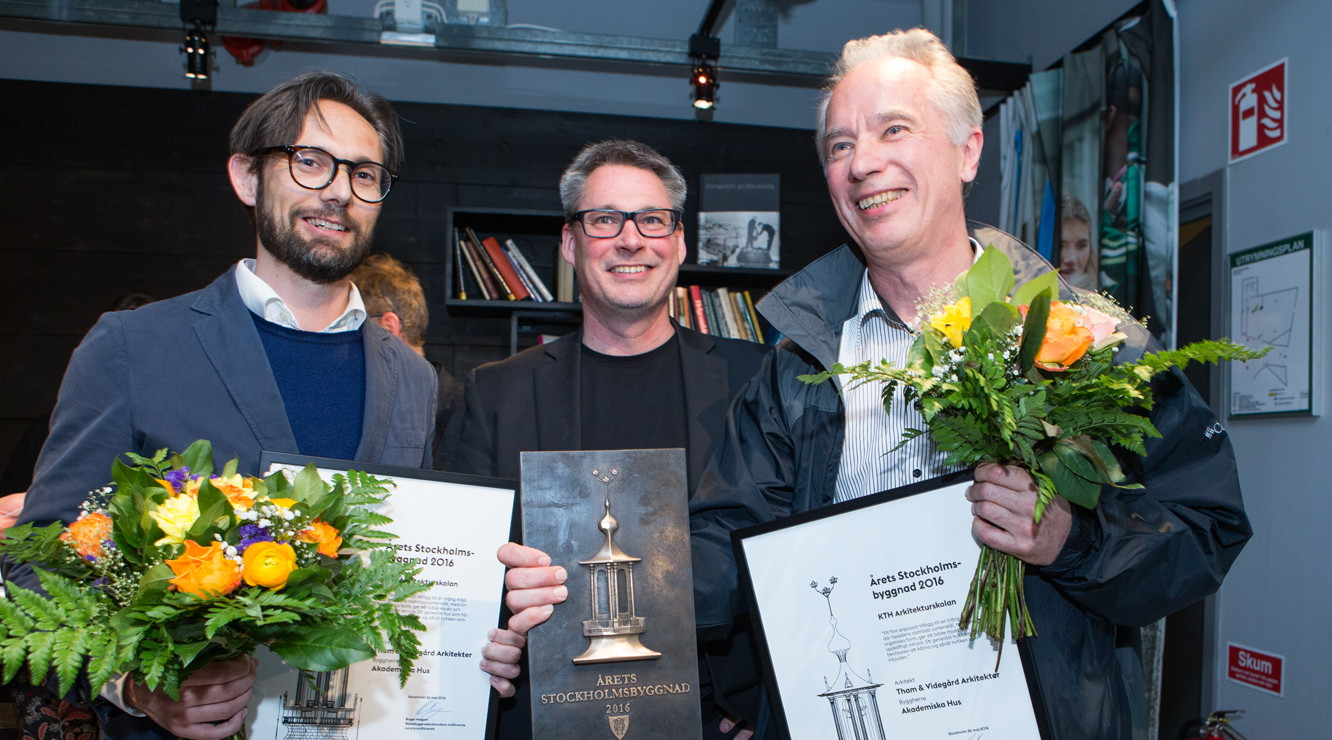
Från vänster: Mikael Stenqvist (kontorschef Tham & Videgård Arkitekter), Roger Mogert (stadsbyggnadsborgarråd), Sten Wetterblad (regionchef för Akademiska Hus i Stockholm).

I april 2016 presenterades de tio nominerade byggnaderna. Juryn som tog ut de nominerade byggnaderna bestod av åtta ledamöter, bland dem stadsbyggnadsborgarrådet Roger Mogert, oppositionsborgarrådet Joakim Larsson, sekreteraren i skönhetsrådet Henrik Nerlund och inredningsarkitekten Carouschka Streijffert.
26 maj 2016 utsågs vinnaren. Totalt inkom 4 863 röster i den publika omröstningen. På första plats kom Arkitekturskolans byggnad med 905 röster. Den är belägen vid Kungliga Tekniska högskolan är ritad av Tham & Videgård Arkitekter. Juryns motivering var:
| ” | Ett fint anpassat tillägg till en trång miljö där fasadens roströda cortenstål, med sin organiska form, ger ett både mjukt och uppkäftigt intryck. Ett generöst hus som får besökaren att känna sig såväl nyfiken som inbjuden. | „ |

På andra plats kom Studentbostäder i Tallkrogen (878 röster), på tredje plats Kvarteret Muddus (561 röster), på fjärde plats hamnade Avluftningstorn Norra länken (500 röster) och på femte plats Rinkebystråket (430 röster).
Placering i finalen
| Bild | Plac. | Namn                         | Typ               | Adress                                     | Byggherre                                                    | Arkitekt                                                                                                  |
| ---- | ----- | ---------------------------- | ----------------- | ------------------------------------------ | ------------------------------------------------------------ | --- |
|      | 1     | Arkitekturskolans byggnad    | Arkitekturskola   | Osquars Backe 5                            | Akademiska Hus                                               | Tham & Videgård Arkitekter                                                                                |
|      | 2     | Studentbostäder i Tallkrogen | Studentbostäder   | Tallkrogsvägen                             | Abacus Bostad                                                | Arkitekt detaljplan: Sweco Architects, Arkitekt byggnader: Lindberg Stenberg Arkitekter, Johanna Pålstedt |
|      | 3     | Kvarteret Muddus             | Flerbostadshus    | Storängstorget, Norra Djurgårdsstaden      | Stockholms Kooperativa Bostadsförening                       | Wingårdh arkitektkontor                                                                                   |
|      | 4     | Norra Länkens avluftstorn    | Avluftstorn       | Storängsvägen 25 samt Baron Rålambs väg 13 | Trafikverket i samverkan med Kungliga Djurgårdsförvaltningen | Rundquist Arkitekter                                                                                      |
|      | 5     | Rinkebystråket               | Samhällsplanering | Rinkebystråket / Rinkeby                   | AB Familjebostäder                                           | Sweco Architects                                                                                          |

| Lokalisering av nominerade byggnader 2016 |
| --- |
| · Skandiascenen Kvarteret Muddus Riggen Gröndal Rinkebystråket Studentbostäder i Tallkrogen Nattugglan 14 Arkitekturskolans byggnad Forskningen 1 · Svea Fanfar Norra Länkens avluftstorn Lokalisering av nominerade byggnader 2016. ( markerar lägena för de två tornen.) |

Övriga fem nominerade år 2016:
- Skandiascenen  (plats 6)
- Västgötagatan 5 / Nattugglan 14 (plats 7)
- Riggen Gröndal (plats 8)
- Svea Fanfar (plats 9)
- Forskningen 1 (plats 10)

### Årets Stockholmsbyggnad 2017
I april 2017 presenterades de tio nominerade byggnaderna och den 1 juni 2017 utsågs vinnaren. Totalt inkom 10 275 röster i den publika omröstningen. På första plats kom flerbostadshuset Modellvillan 21 med 4 629 röster. Priset delades ut av juryns ordförande stadsbyggnadsborgarrådet Roger Mogert under en ceremoni i Stockholmsrummet på Kulturhuset. Juryns motivering var:
| ” | Ett modigt materialval. I byggnaden finns en tydlig koppling mellan såväl det gamla och det nya, som skalorna i omgivningen. Den är till synes enkel men med finess, den tar plats utan att dominera. | „ |

På andra plats kom Kungliga Musikhögskolan (1 582 röster), på tredje plats Bro över Rinkebystråket (807 röster), på fjärde plats hamnade Husarviksgatan 16 (785 röster) och på femte plats Tillfällig saluhall Östermalmstorg (567 röster).
Placering i finalen
| Bild | Nr | Namn                               | Typ            | Adress                | Byggherre                         | Arkitekt       |
| ---- | -- | ---------------------------------- | -------------- | --------------------- | --------------------------------- | -------------- |
|      | 1  | Modellvillan 21                    | Flerbostadshus | Gamla Tyresövägen 310 | Titania                           | Arkitema       |
|      | 2  | Kungliga Musikhögskolan            | Musikhögskola  | Valhallavägen 99      | Akademiska Hus                    | AIX Arkitekter |
|      | 3  | Bro över Rinkebystråket            | Bro            | Rinkebystråket        | Stockholms stad                   | &Rundquist     |
|      | 4  | Husarviksgatan 16                  | Flerbostadshus | Husarviksgatan 16     | Byggnadsfirman Viktor Hanson      | Joliark        |
|      | 5  | Tillfällig saluhall Östermalmstorg | Saluhall       | Östermalmstorg        | Stockholms stads fastighetskontor | Tengbomgruppen |

| Lokalisering av nominerade byggnader 2017 |
| --- |
| · Bro över Rinkebystråket Flerbostadshus Vällingby Förskolan Ferdinand Grythundsgatan 5–11 Husarviksgatan 16 Kungliga Musikhögskolan Modellvillan 21 Radhus Schlytersvägen Stockholm Continental Tillfällig saluhall Östermalmstorg Lokalisering av nominerade byggnader 2017. |

Övriga fem nominerade år 2017:
- Hotellbyggnaden mm Stockholm Continental  (plats 6)
- Radhus Schlytersvägen (plats 7)
- Förskolan Ferdinand (plats 8)
- Grythundsgatan 5–11 (plats 9)
- Flerbostadshus Vällingby (plats 10)

### Årets Stockholmsbyggnad 2018
I april 2018 presenterades de tio nominerade byggnader och den 7 juni 2018 utsågs vinnaren. Totalt inkom 5 880 röster i den publika omröstningen. På första plats kom tillbyggnaden för Långbrodalsskolan med 1 235 röster. Priset delades ut av juryns ordförande stadsbyggnadsborgarrådet Jan Valeskog under en ceremoni i Stockholmsrummet på Kulturhuset. Juryns motivering var:
| ” | En nästan pittoresk byggnad till sin volym som samtidigt är både originell, lekfull och funktionell. Det är positivt med en skolbyggnad som bygger en stark identitet kring en skolmiljö, vilket inte är helt vanligt i dag. | „ |

På andra plats kom Zenhusen (1 083 röster), på tredje plats Etaget (710 röster), på fjärde plats hamnade The Bronze (697 röster) och på femte plats Värtaverkets biobränsle-kraftvärmeverk (546 röster).
Placering i finalen
| Bild | Nr | Namn                            | Typ                | Adress                | Byggherre                    | Arkitekt             |
| ---- | -- | ------------------------------- | ------------------ | --------------------- | ---------------------------- | -------------------- |
|      | 1  | Långbrodalsskolan (tillbyggnad) | Skola              | Sländvägen 1          | SISAB                        | NIRAS Arkitekter     |
|      | 2  | Zenhusen                        | Flerbostadshus     | Husarvikstorget 16    | Erik Wallin AB               | CF Möller Architects |
|      | 3  | Etaget                          | Flerbostadshus     | Nordenflychtsvägen 64 | Brf Etaget/Tobias Properties | Kjellander Sjöberg   |
|      | 4  | The Bronze                      | Flerbostadshus     | Kratsbodavägen 50     | Glommen & Lindberg AB        | KOD Arkitekter       |
|      | 5  | Värtaverket (tillbyggnad)       | Teknisk anläggning | Lidingövägen 115      | AB Fortum Värme              | Urban Design         |

| Lokalisering av nominerade byggnader 2018 |
| --- |
| · Etaget Hållbarhetshuset KTH Långbrodalsskolan Magelungsterrassen Taklampan The Bronze Vallgossen Vällingby Allé Värtaverket Zenhusen Lokalisering av nominerade byggnader 2018. |

Övriga fem nominerade år 2018:
- Plats 6: Taklampan (431 röster)
- Plats 7: Hållbarhetshuset KTH (394 röster)
- Plats 8: Vällingby Allé (323 röster)
- Plats 9: Magelungsterrassen (247 röster)
- Plats 10: Vallgossen (214 röster)

### Årets Stockholmsbyggnad 2019
Finalisterna presenterades i mitten av april 2019 samtidigt inleddes en öppen omröstning. Vinnaren i tävlingen Årets Stockholmsbyggnad 2019, presenteras sedan vid en ceremoni den 5 juni på Stockholmsrummet i Kulturhuset. Sammanlagt avlades drygt 4 800 röster. På första plats kom ombyggnaden av Anna Whitlocks gymnasium med 833 röster. Motiveringen löd:
| ” | En stolt byggnad för stolta elever. Att låta ungdomar få tillgång till denna byggnad är på alla sätt fantastiskt. En allmän byggnad får ett allmänt innehåll. Ett respektfullt återbruk av en robust arkitektur, varsamt utfört med ett magnifikt resultat. | „ |

På andra plats kom ombyggnaden av Nationalmuseum (744 röster), på tredje plats 79&Park (601 röster) på fjärde plats Mono (557 röster) och på femte plats Basaren (548 röster).
Placering i finalen
| Bild | Nr | Namn                                 | Typ            | Adress                    | Byggherre                              | Arkitekt                                             |
| ---- | -- | ------------------------------------ | -------------- | ------------------------- | -------------------------------------- | ---------------------------------------------------- |
|      | 1  | Anna Whitlocks gymnasium (ombyggnad) | Skola          | Hantverkargatan 29        | Fastighets AB Balder                   | MAF Arkitektkontor                                   |
|      | 2  | Nationalmuseum (renovering)          | Museum         | Södra Blasieholmshamnen 2 | Statens Fastighetsverk                 | Wingårdhs arkitektkontor och Tengboms arkitektkontor |
|      | 3  | 79&Park                              | Flerbostadshus | Sandhamnsgatan 79         | Oscar Properties                       | Bjarke Ingels Group                                  |
|      | 4  | Mono                                 | Flerbostadshus | Maria Bangata 2B          | Glommen & Lindberg                     | Koncept Stockholm                                    |
|      | 5  | Basaren                              | Flerbostadshus | Hantverkargatan 69-71     | Stockholms Kooperativa Bostadsförening | Wingårdhs arkitektkontor                             |

Övriga fem nominerade år 2019:
- Plats 6: Innovationen (524 röster)
- Plats 7: Årstabergsparken (443 röster)
- Plats 8: Haga Nova (264 röster)
- Plats 9: Husarviksbron (180 röster)
- Plats 10: Alprosen (111 röster)

| Lokalisering av nominerade byggnader 2019 |
| --- |
| · 79&Park Alprosen · Anna Whitlocks gymnasium Basaren Husarviksbron · Haga Nova Innovationen Mono Nationalmuseum Årstabergsparken Lokalisering av nominerade byggnader 2019. |

### Årets Stockholmsbyggnad 2020
Den 15 april startade omröstningen som var öppen för alla och den pågick till och med den 24 maj. Vinnaren för Årets Stockholmsbyggnad 2020 presenterades den 17 juni. De tio finalisterna fick tillsammans 7 059 röster. Därav föll 1 674 röster på Folke Bernadottes bro som hamnade på första plats. Motiveringen löd:
| ” | Bron ger med sin strategiska placering en helt ny koppling som skapar ett nytt flöde i staden. Med sin fackverkskonstruktion blir den ett nytt inslag men samtidigt en naturlig del av Djurgårdens landskap. En gestaltning med kvaliteter som behållits från den första presenterade idén till sitt slutgiltiga utförande. | „ |

På andra plats kom Trikåfabriken 9 (1 174 röster), tredje plats Balneum (740 röster), fjärde plats Gasverket hus 20 (724 röster) och på femte plats kom Bobergsskolan (697 röster).
| Bild | Nr | Namn                                  | Typ            | Adress           | Byggherre                        | Arkitekt                      |
| ---- | -- | ------------------------------------- | -------------- | ---------------- | -------------------------------- | ----------------------------- |
|      | 1  | Folke Bernadottes bro                 | Bro            | Norra Djurgården | Kungliga Djurgårdens Förvaltning | &Rundquist                    |
|      | 2  | Trikåfabriken 9 (om- och tillbyggnad) | Kontor         | Hammarby sjöstad | Arcona/Fabege                    | Tengbomgruppen                |
|      | 3  | Balneum                               | Flerbostadshus | Gröndal Strand   | Genova Property Group            | Andreas Martin-Löf Arkitekter |
|      | 4  | Gasverket, hus 20 (ombyggnad)         | Butik/kontor   | Norra Djurgården | CA Fastigheter                   | Tham & Videgård Arkitekter    |
|      | 5  | Bobergsskolan                         | Skola          | Norra Djurgården | SISAB                            | Max Arkitekter                |

Övriga fem nominerade år 2020:
- Plats 6: Tegnérs torn (541 röster)
- Plats 7: Stockholmshems plusenergihus (445 röster)
- Plats 8: Brädstapeln, ombyggnad (401 röster)
- Plats 9: Baltic Sea Science Center (399 röster)
- Plats 10: Snabba hus Råcksta (264 röster)

| Lokalisering av nominerade byggnader 2020 |
| --- |
| · Balneum Baltic Sea Science Center Bobergsskolan Trygg-Hansa-huset Folke Bernadottes bro Gasverket, hus 20 Snabba hus Råcksta Stockholmshems plusenergihus Tegnérs torn Trikåfabriken 9 Lokalisering av nominerade byggnader 2020. |

### Årets Stockholmsbyggnad 2021
I april 2021 började omröstningen som var öppen för allmänheten och pågick till och med den 27 maj 2021. Vinnaren för Årets Stockholmsbyggnad 2021 presenterades den 15 juni. De tio finalisterna fick tillsammans 6 294 röster. Därav föll 1 157 röster på renoveringen av Östermalms saluhall som hamnade på första plats. Motiveringen löd:
| ” | Den taktfullt återställda byggnaden förstärker det stilfulla uttrycket. Saluhallens funktioner vänder nu också ansiktet ut mot gatan och förbipasserande stockholmare, vilket underlättar förståelsen av byggnaden. Det elegant restaurerade inre lockar åter in människor till detta mattempel och erbjuder en tidsresa till förra seklet. Östermalmstorg har fått tillbaka sin värdiga hörnsten. | „ |

På andra plats kom Förskolan Anna (907 röster), tredje plats Vårbergstoppen (740 röster), fjärde plats Florahuset (654 röster) och på femte plats kom Norra tornen - Helix 1 (650 röster).
| Bild | Nr | Namn                            | Typ                | Adress                | Byggherre                            | Arkitekt                                                                 |
| ---- | -- | ------------------------------- | ------------------ | --------------------- | ------------------------------------ | ------------------------------------------------------------------------ |
|      | 1  | Östermalms saluhall (ombyggnad) | Butik / Restaurang | Östermalmstorg        | Stockholms stad / Fastighetskontoret | Tengbomgruppen                                                           |
|      | 2  | Förskolan Anna                  | Förskola           | Norra Djurgårdsstaden | Vectura                              | Visbyark                                                                 |
|      | 3  | Vårbergstoppen                  | Park               | Vårberg               | Stockholms stad / Trafikkontoret     | Land Arkitektur, Tyréns och arkitekterna Moa Andrén och Tove Fogelström. |
|      | 4  | Florahuset                      | Flerbostadshus     | Midsommarkransen      | Sveafastigheter                      | Rahel Belatchew                                                          |
|      | 5  | Norra tornen - Helix 1          | Flerbostadshus     | Torsgatan 81          | Oscar Properties                     | Office for Metropolitan Architecture (OMA)                               |

Övriga fem nominerade år 2021:
- Plats 6: Bergsvåg (625 röster)
- Plats 7: Sergelhusen (456 röster)
- Plats 8: Medborgarhuset, ombyggnad (433 röster)
- Plats 9: Järvabadet (427 röster)
- Plats 10: Kulturhuset, ombyggnad (245 röster)

| Lokalisering av nominerade byggnader 2021 |
| --- |
| · Bergsvåg Florahuset Förskolan Anna Norra tornen - Helix 1 Järvabadet Kulturhuset Medborgarhuset Sergelhusen Vårbergstoppen Östermalms saluhall Lokalisering av nominerade byggnader 2021. |

### Årets Stockholmsbyggnad 2022
Tävlingen startade med en nomineringsperiod till den 2 februari 2022. Där kunde allmänheten lämna förslag via mejl eller brev. De nominerade byggnaderna presenterades för en jury som utsåg tio finalister. Juryn utgick från byggnadens arkitektur, hållbarhet, innovation och betydelse för Stockholm. Den 13 april inleddes en omröstning via webb, sms, mejl och brev. Omröstningen var öppen för alla och pågick till och med den 18 maj. 
Vinnaren för Årets Stockholmsbyggnad 2022 presenterades den 7 juni 2022. De tio finalisterna fick tillsammans  4 684 röster röster. Därav föll 716 röster på Kajplats 6 som hamnade på första plats. Motiveringen löd:
| ” | Kajplats 6 är ett av fyra nybyggda höga hus längs vattenlinjen vid Liljeholmskajen. Det stora landskapsrummet vid Årstaviken ger utrymme att bygga på höjden och byggnaden har just genom sin höjd slanka och fina proportioner. Glasvolymen längst upp är en markör i form av en restaurang som skiljer ut detta hus från de andra i raden. Glädjande att allmänheten ges möjlighet besöka denna och blicka in över staden. | „ |

På andra plats kom Yogapaviljongen i Vasaparken (698 röster), på tredje plats kom upprustning av Kärrtorps centrum (554 röster), på fjärde plats kom Parkhuset (457 röster) och på femte plats kom Kvarteren Oxford och Coimbra (447 röster).
| Bild | Nr | Namn                            | Typ               | Adress      | Byggherre                            | Arkitekt                        |
| ---- | -- | ------------------------------- | ----------------- | ----------- | ------------------------------------ | ------------------------------- |
|      | 1  | Kajplats 6                      | Flerbostadshus    | Liljeholmen | JM                                   | Alessandro Ripellino Arkitekter |
|      | 2  | Yogapaviljongen i Vasaparken    | Parkpaviljong     | Vasaparken  | Norrmalms stadsdelsförvaltning       | Nyréns Arkitektkontor           |
|      | 3  | Kärrtorps centrum (upprustning) | Centrumanläggning | Kärrtorp    | Stockholms stads exploateringskontor | Nyréns Arkitektkontor           |
|      | 4  | Parkhuset                       | Flerbostadshus    | Södermalm   | Stockholmshem                        | Vera Arkitekter                 |
|      | 5  | Kvarteren Oxford och Coimbra    | Flerbostadshus    | Hagastaden  | Erik Wallin AB                       | Wingårdhs arkitektkontor        |

Övriga fem nominerade år 2022:
- Plats 6: Liljevalchs+, 420 röster
- Plats 7: Pumpstation Hammarbybacken, 419 röster
- Plats 8: Förskolan Kastanjen, 394 röster
- Plats 9: Bromma kyrka (tillbyggnad), 316 röster
- Plats 10: Åkeshovs arboretum, 263 röster

| Lokalisering av nominerade byggnader 2022 |
| --- |
| · Förskolan Kastanjen Kajplats 6 Kärrtorps centrum Liljevalchs+ Kvarteren Oxford och Coimbra Parkhuset Pumpstation Hammarbybacken Bromma kyrka Yogapaviljongen i Vasaparken Åkeshovs arboretum Lokalisering av nominerade byggnader 2022. |